# Michail Losanow
Michail Losanow (bulgarisch Михаил Лозанов, wiss. Transliteration Michail Lozanov; * 15. Juni 1911 in Ljulin; † 3. Dezember 1994 in Pernik), auch „Tanka“ genannt, war ein bulgarischer Fußballspieler.

## Karriere

### Vereine
Losanow begann neunjährig beim SC Krakra Pernik mit dem Fußballspielen. 19-jährig wurde er 1930 vom Erstligisten SK Lewski Sofia verpflichtet, für den er bis 1937 aktiv war (abgesehen von der Hinrunde der Spielzeit 1935/36, als er für den tschechoslowakischen Erstligisten SK Moravská Slavia Brno während seiner Studentenzeit spielte). In seiner Premierensaison im Seniorenbereich kam er für Lewski Sofia in vier Punktspielen zum Einsatz, in denen er zwei Tore erzielte. In der Folgesaison verdoppelte Losanow sowohl seine Einsätze als auch seine Torerfolge. In der Saison 1932/33 erzielte er eine Quote von 100 %, da er in 16 Punktspielen 16 Tore erzielte. Mit seiner persönlichen Saisonbestleistung trug er auch zu seinem ersten Titel, der Meisterschaft, bei, die er am Saisonende 1936/37 mit der Mannschaft wiederholte, wie auch den nationalen Pokalerfolg.
1937 ging Losanow nach Deutschland um sein Studium Bauingenieurwesen an der Technischen Universität München fortzusetzen. Von 1937 bis 1939 spielte er an der Seite von internationalen Größen wie Ludwig Goldbrunner, Wilhelm Simetsreiter und Jakob Streitle für den FC Bayern München in der Gauliga Bayern, eine von zunächst 16, später auf 23 aufgestockten Gauligen als einheitlich höchste Spielklasse im Deutschen Reich. In seiner ersten Saison bestritt Losanow vier Punktspiele, in denen er drei Tore erzielte. Sein Debüt am 30. Januar 1938 (15. Spieltag) beim 4:0-Sieg über den 1. FC Schweinfurt 05 krönte er mit seinem ersten Tor zum 3:0. Des Weiteren kam er in zwei Spielen des 1935 neu eingeführten Pokalwettbewerb für Vereinsmannschaften um den Tschammerpokal zum Einsatz. In den – den Schlussrunden vorgeschalteten – Ausscheidungsrunden für die Mannschaften der Kreis- und Bezirksklassen debütierte er am 15. Mai 1938 beim 4:1-Sieg beim 1. FC Straubing und erzielte die Tore zum 2:0 und 4:0. Sein zweites gewann er mit seiner Mannschaft am 16. Juni 1938 beim 6:0-Sieg über den FC Teutonia München. Des Weiteren erzielte Losanow drei Tore in sechs Freundschaftsspielen. Sein letztes von 14 Punktspielen in seiner letzten Saison, in denen er vier Tore erzielte, bestritt er am 10. Juni 1939 (18. Spieltag) beim 3:1-Sieg über den BC Augsburg. Mit drei Pokalspielen und zwölf Freundschaftsspielen, in denen er acht Tore erzielte, beendete er seine Fußballerkarriere in Deutschland.
1939 nach Bulgarien zurückgekehrt, bestritt er für seinen ehemaligen Verein noch zwei Spielzeiten, bevor er 1941 seine aktive Fußballerkarriere beendete.

### Nationalmannschaft
Michail Losanow bestritt 38 Länderspiele für die A-Nationalmannschaft Bulgariens, für die er elf Tore erzielte. Er debütierte am 19. April 1931 in Belgrad bei der 0:1-Niederlage gegen die Nationalmannschaft Jugoslawiens im Wettbewerb um den erstmals ausgetragenen Balkan-Cup. Sein erstes Länderspieltor erzielte er in seinem zweiten Spiel am 10. Mai 1931 in Bukarest bei der 2:5-Niederlage gegen die Nationalmannschaft Rumäniens mit dem Treffer zum 1:2 in der 51. Minute. Sein letztes Länderspiel absolvierte Losanow am 22. Oktober 1939 in Sofia bei der 1:2-Niederlage im Test-Länderspiel gegen die Nationalmannschaft Deutschlands. In seiner Länderspielkarriere nahm er an den ersten sieben Wettbewerben um den Balkan-Cup teil, wobei der 2. Balkan-Cup 1931 als inoffizieller Wettbewerb gilt, da er zeitgleich zur ersten Austragung im Zeitraum 8. Oktober 1929 bis 29. November 1931 stattgefunden hatte. Allein in den offiziellen Wettbewerben traf Losanow in 17 Turnierspielen sechsmal; zweimal gewann er dieses Turnier mit seiner Mannschaft, zweimal wurde er jeweils Zweiter und Vierter und einmal Dritter.

## Erfolge
- Balkan-Cup-Sieger 1932, 1935
- Bulgarischer Meister 1933, 1937
- Bulgarischer Pokalsieger 1933, 1937